# 16260 Sputnik
16260 Sputnik este o planetă minoră (asteroid), cu un diametru de 4,989 km, din centura de asteroizi. A fost descoperită pe 9 mai 2000 la Observatorul Reedy Creek de John Broughton⁠(d) și a fost numită după Sputnik. 
Obiectul prezintă o orbită caracterizată de o semiaxă mare de 2,4018979 UAi, o excentricitate de 0,19, o înclinație de 4,67952 ° în raport cu ecliptica.